# جين دي
جين دي (بالصينية: 金迪) هو لاعب رماية صيني، ولد في 15 ديسمبر 1978.

## وصلات خارجية
- جين دي على موقع الاتحاد الدولي (الإنجليزية)
- جين دي على موقع أوليمبيديا (الإنجليزية)
- جين دي على موقع اللجنة الأولمبية الصينية (الإنجليزية)